# Jean-Luc Roediger
Jean-Luc Roediger, né en 1943, est un joueur de basket-ball français.

## Carrière

### Clubs
- 1969 - 1971 :  ASVEL (Nationale 1)
- ???? -1969 :  Bourg-en-Bresse[2]

### Sélection
- 2 sélections (2 points) en 1969 avec l'équipe de France
- 3 participations contre les fameux et très célèbres Harlem Globetrotters

### Entraîneur
- 1980 - 1981 :  Chalon-sur-Saône (Nationale 2)

## Palmarès
Champion de France de Pro/A et Champion de France junior

Élu meilleur espoir Français 

## Équipe de France
International Junior, militaire, et A . Il compte donc deux sélections en A pour le tournoi de l'Amitié à Madrid en 1969 avec Alain Gilles, Christian Petit, Charles Tassin, Jacques Cachemire, Patrick Petit, Jean-Claude Bonato, Jean-Pierre Staelens, Alain Vincent, Carlo Wilm, Alain Scholl et Claude Gasnal,.